# Pak Seung-zin
Pak Seung-zin ((박승진?, 朴勝人?); Wŏnsan, 11 gennaio 1941 – 5 agosto 2011) è stato un calciatore nordcoreano, di ruolo centrocampista.

## Carriera
Ha segnato due reti durante i Mondiali d'Inghilterra del 1966: la prima fu realizzata durante il girone di qualificazione contro il Cile, e fu la settecentesima della storia dei Mondiali, la seconda aprì le marcature nella gara dei quarti di finale contro il Portogallo. Figura all'ottavo posto della classifica dei migliori giocatori nordcoreani.
Con le 2 reti segnate nel 1966 è il miglior marcatore nordcoreano al mondiale.
Sulla sua vita sono circolate notizie contraddittorie: secondo alcuni rifugiati politici il calciatore sarebbe stato internato per 12 anni in un campo di concentramento, mentre secondo i suoi ex compagni di nazionale il giocatore ha intrapreso la carriera di allenatore.